# Sítio Classificado da Rocha da Pena
O Sítio Classificado da Rocha da Pena é uma área protegida onde se conserva um dos melhores exemplos da vegetação original do barrocal, zona de transição entre o litoral algarvio e a serra. Os seus solos avermelhados cortados por afloramentos calcários e linhas de água albergam uma fauna diversificada e intimamente ligada à agua, como a lontra e os cágados.
Os 390 hectares que constituem o território da Fonte da Benémola, localizada entre Querença e Tôr.
Foi reconhecido como Sítio Classificado no Decreto-Lei n.º 392/91 de 10 de outubro..